# Miomaci
Miomaci — рід травоїдних айлуроподиних ведмедів пізнього міоцену Угорщини. Він відомий лише за зубами та щелепами, але вони вказують на те, що він був значно меншим, ніж його близький родич Indarctos, який міг досягати 265,74 кг.